# Isla Haswell
La isla Haswell es la más grande de las islas Haswell, situada frente a la costa de la Antártida, a unos 3 kilómetros (1.5 millas náuticas) al norte de punta Mabus en Tierra de la Reina Mary. Fue descubierta por el equipo de la Base Occidental de la Expedición Antártica Australasiana, llevada a cabo entre 1911 y 1914, bajo el mando de Douglas Mawson, y nombrada así por él en memoria del profesor William A. Haswell, un zoólogo de la Universidad de Sídney y miembro del Comité Asesor de la expedición.

## Aves
La isla es un sitio único para casi todas las especies de aves que se reproducen al este de la Antártida, tales como: petrel antártico, petrel gigante subantártico, petrel austral, petrel damero, petrel níveo, paíño de Wilson, págalo antártico y pingüino adelaida. Al sureste de la isla, hay una gran colonia de pingüinos emperador que se reproducen en hielo fijo. La isla y el sitio adyacente de la colonia de pingüinos emperador están protegidos por el Sistema del Tratado Antártico como Zona Antártica Especialmente Protegida (ZAEP) n.º 127. El área también sostiene a cinco especies de focas, incluidas las focas de Ross.

## Reclamación territorial
La isla es reclamada por Australia como parte del Territorio Antártico Australiano, pero esta reclamación está sujeta a las disposiciones del Tratado Antártico. El país reclamante la denomina Haswell Island.